# Lutas nos Jogos Pan-Americanos de 2023 - Livre até 57 kg feminino
A categoria livre até 57 kg feminino das lutas nos Jogos Pan-Americanos de 2023 foi disputada em 2 de novembro de 2023 no Centro de Treinamento Olímpico, em Ñuñoa. Um total de 9 lutadoras, cada uma representando um Comitê Olímpico Nacional (CON), participaram do evento.

## Medalhistas
| Ouro   | BRA Giullia Penalber                  |
| Prata  | CAN Hannah Taylor                     |
| Bronze | CUB Ángela Álvarez ECU Luisa Valverde |

## Resultados
A competição foi realizada em um único dia até a definição das medalhistas:

### Fase eliminatória
|  | Oitavas de final         | Oitavas de final         | Oitavas de final |  |  | Quartas de final        | Quartas de final        | Quartas de final     |    |                    | Semifinal            | Semifinal            | Semifinal |  |  | Final | Final | Final |
|  |                          |                          |                  |  |  |                         |                         |                      |    |                    |                      |                      |           |  |  |       |       |       |
|  |                          |                          |                  |  |  |                         |                         |                      |    |                    |                      |                      |           |  |  |       |       |       |
|  |                          |                          |                  |  |  | MEX Susana Lozano       | MEX Susana Lozano       | 0                    |    |                    |                      |                      |           |  |  |       |       |       |
|  | CUB Ángela Álvarez       | CUB Ángela Álvarez       | 11               |  |  | CUB Ángela Álvarez      | CUB Ángela Álvarez      | 3                    |    |                    |                      |                      |           |  |  |       |       |       |
|  | ESA Jacqueline Hernández | ESA Jacqueline Hernández | 0                |  |  |                         |                         |                      |    | CUB Ángela Álvarez | CUB Ángela Álvarez   | 0                    |           |  |  |       |       |       |
|  |                          |                          |                  |  |  |                         | BRA Giullia Penalber    | BRA Giullia Penalber | 4F |                    |                      |                      |           |  |  |       |       |       |
|  |                          |                          |                  |  |  | USA Xochitl Mota-Pettis | USA Xochitl Mota-Pettis | 5                    |    |                    |                      |                      |           |  |  |       |       |       |
|  |                          |                          |                  |  |  | BRA Giullia Penalber    | BRA Giullia Penalber    | 4F                   |    |                    |                      |                      |           |  |  |       |       |       |
|  |                          |                          |                  |  |  |                         |                         |                      |    |                    | BRA Giullia Penalber | BRA Giullia Penalber | 7         |  |  |       |       |       |
|  |                          |                          |                  |  |  |                         | CAN Hannah Taylor       | CAN Hannah Taylor    | 6  |                    |                      |                      |           |  |  |       |       |       |
|  |                          |                          |                  |  |  | ECU Luisa Valverde      | ECU Luisa Valverde      | 3                    |    |                    |                      |                      |           |  |  |       |       |       |
|  |                          |                          |                  |  |  | CAN Hannah Taylor       | CAN Hannah Taylor       | 12F                  |    |                    |                      |                      |           |  |  |       |       |       |
|  |                          |                          |                  |  |  |                         |                         |                      |    | CAN Hannah Taylor  | CAN Hannah Taylor    | 3F                   |           |  |  |       |       |       |
|  | PUR Nes Marie Rodríguez  | PUR Nes Marie Rodríguez  | 1                |  |  |                         | VEN Betzabeth Sarco     | VEN Betzabeth Sarco  | 2  |                    |                      |                      |           |  |  |       |       |       |
|  | VEN Betzabeth Sarco      | VEN Betzabeth Sarco      | 4                |  |  | VEN Betzabeth Sarco     | VEN Betzabeth Sarco     | 10F                  |    |                    |                      |                      |           |  |  |       |       |       |
|  |                          |                          |                  |  |  | CHI Dafne Palacios      | CHI Dafne Palacios      | 0                    |    |                    |                      |                      |           |  |  |       |       |       |
|  |                          |                          |                  |  |  |                         |                         |                      |    |                    |                      |                      |           |  |  |       |       |       |

### Repescagem
|  | Disputa pelo bronze     |                         |    |
|  |                         |                         |    |
|  | USA Xochitl Mota-Pettis | USA Xochitl Mota-Pettis | 0  |
|  | CUB Ángela Álvarez      | CUB Ángela Álvarez      | 10 |

|  | Disputa pelo bronze |                     |    |
|  |                     |                     |    |
|  | ECU Luisa Valverde  | ECU Luisa Valverde  | 6F |
|  | VEN Betzabeth Sarco | VEN Betzabeth Sarco | 0  |